# Рейно, Антуан
Антуан Андре Луи Рейно (фр. Antoine-André-Louis Reynaud; 12 сентября 1771, Париж — 24 февраля 1844, Париж) — французский математик, педагог и научный писатель; один из крупнейших французских педагогов-математиков XIX века.

## Биография
Во время Великой Французской революции в 1792 году некоторое время служил капитаном в Национальной гвардии. В 1796 году поступил в Политехническую школу Парижа, которую окончил в 1798 году. 
В 1806 году входил в состав кадастровой комиссии. С 1807 по 1837 год был членом экзаменационной комиссии по математике в Политехнической школе. Преподавал в колледже Луи-ле-Гран, с 1817 года в школе Сен-Сюр и с 1824 года в Высшей Нормальной школе, а также в Лесной школе и других учебных заведениях. После Реставрации Бурбонов получил за свои заслуги титул барона.
Пользовался большой известностью во Франции и за её пределами как автор чрезвычайно распространённых математических учебников, из которых один, составленный вместе с Николле, был переведён и на русский язык под заглавием: «Курс математики. Для морских учебных заведений» (2 части, СПб, 1834). Его перу принадлежат также «Traité d’algèbre» (Париж, 1803; 8-е издание — 1830), «Traité d’arithmétique à l’usage des élèves de l’école polytechnique etc.» (Париж, 1802; 24 издания, 1846), «Trigonométrie analytique» (Париж, 1806), «Eléments d’algèbre» (Париж, 1808; 10 изданий, 1838), «Traité de trigonométrie rectiligne» (Париж, 1808), «Traité de trigonométrie rectiligne et sphérique» (Париж, 3-е издание — 1818).